# Bolax (växtsläkte)
För andra betydelser, se Bolax.
Bolax är ett släkte i familjen flockblommiga växter. Dess två arter förekommer i södra Sydamerika.

## Arter
Släktet omfattar två accepterade arter:
- Bolax bovei (Speg.) Dusén
- Bolax gummifera (Lam.) Spreng.

## Bildgalleri

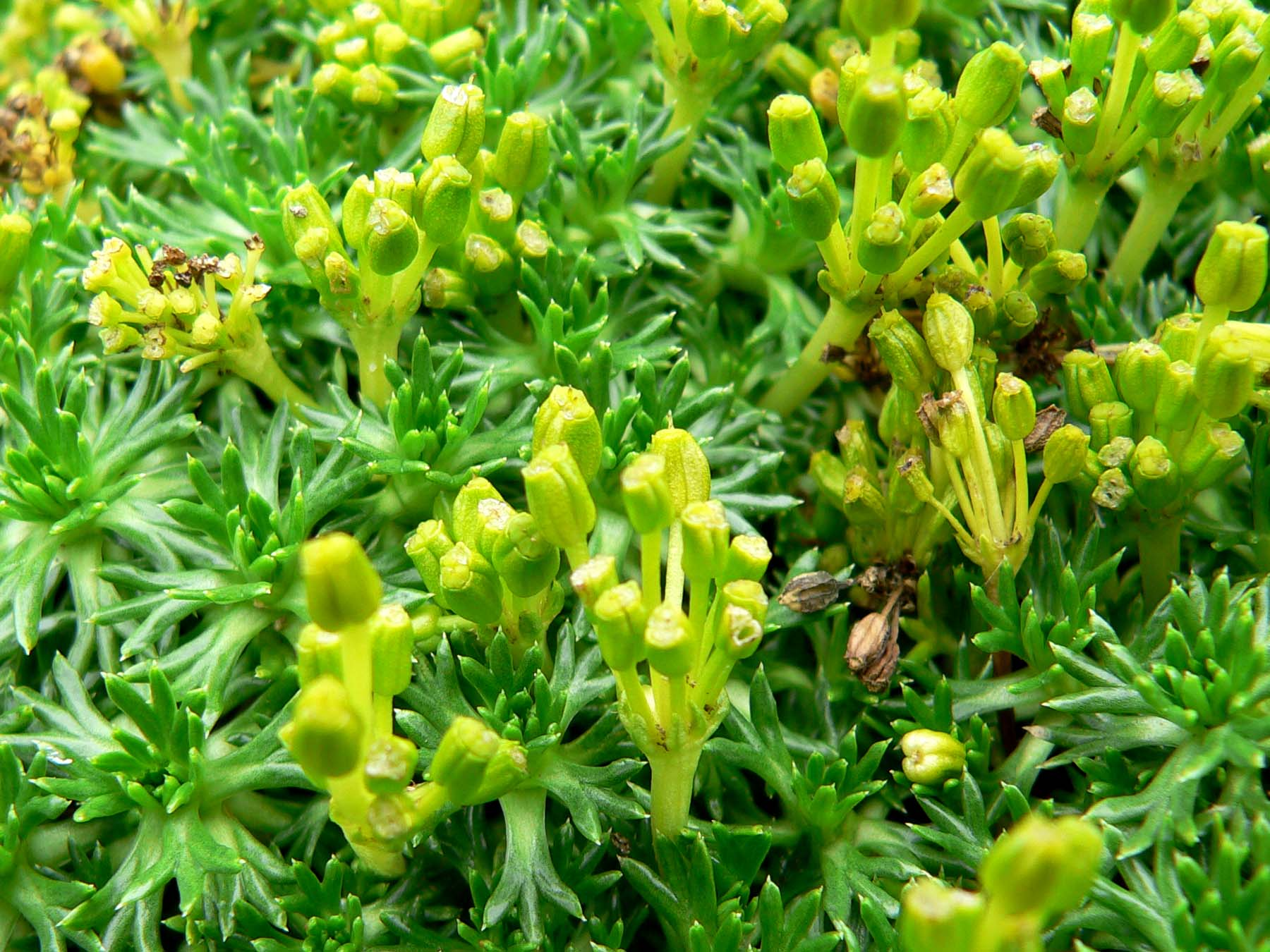
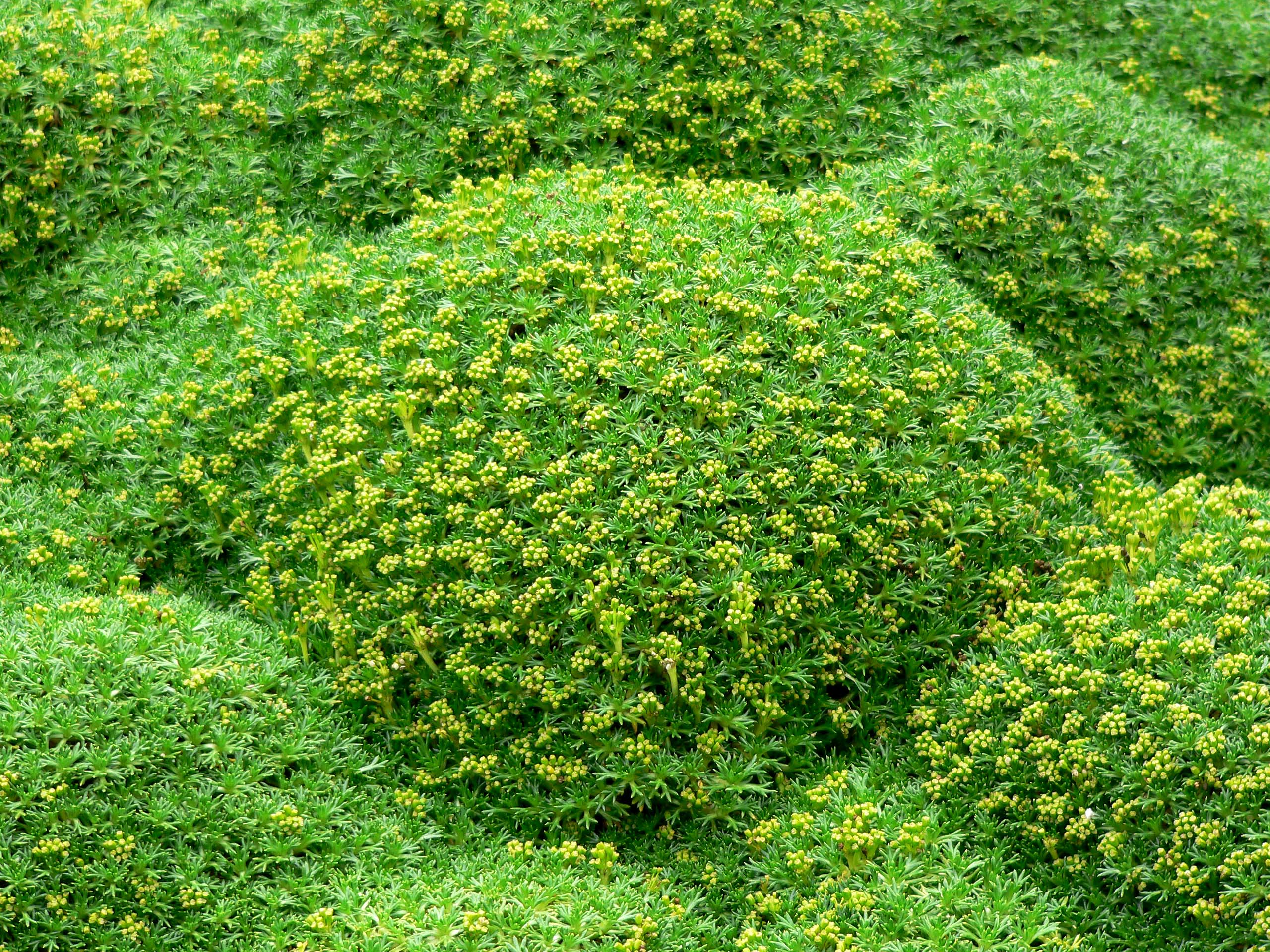
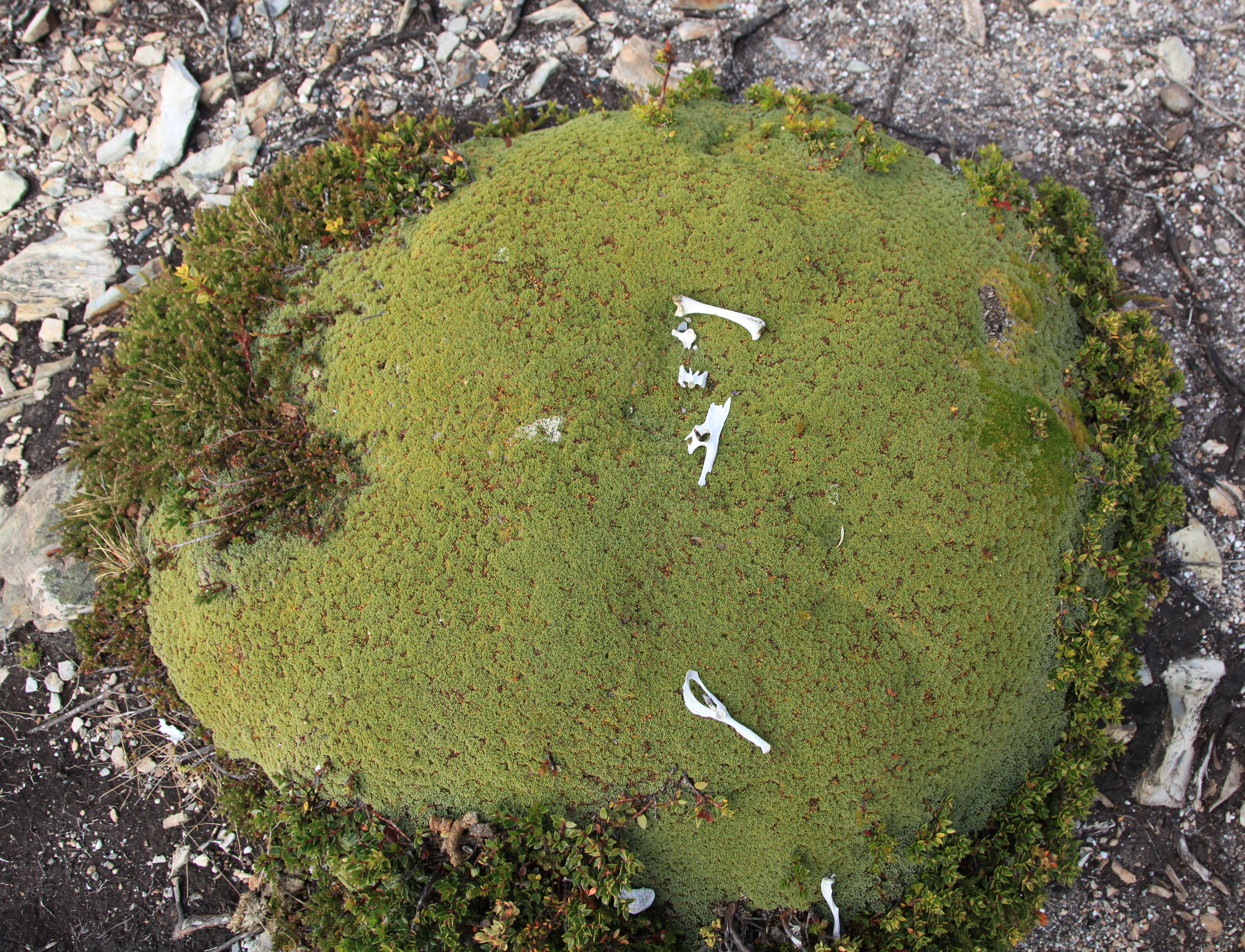
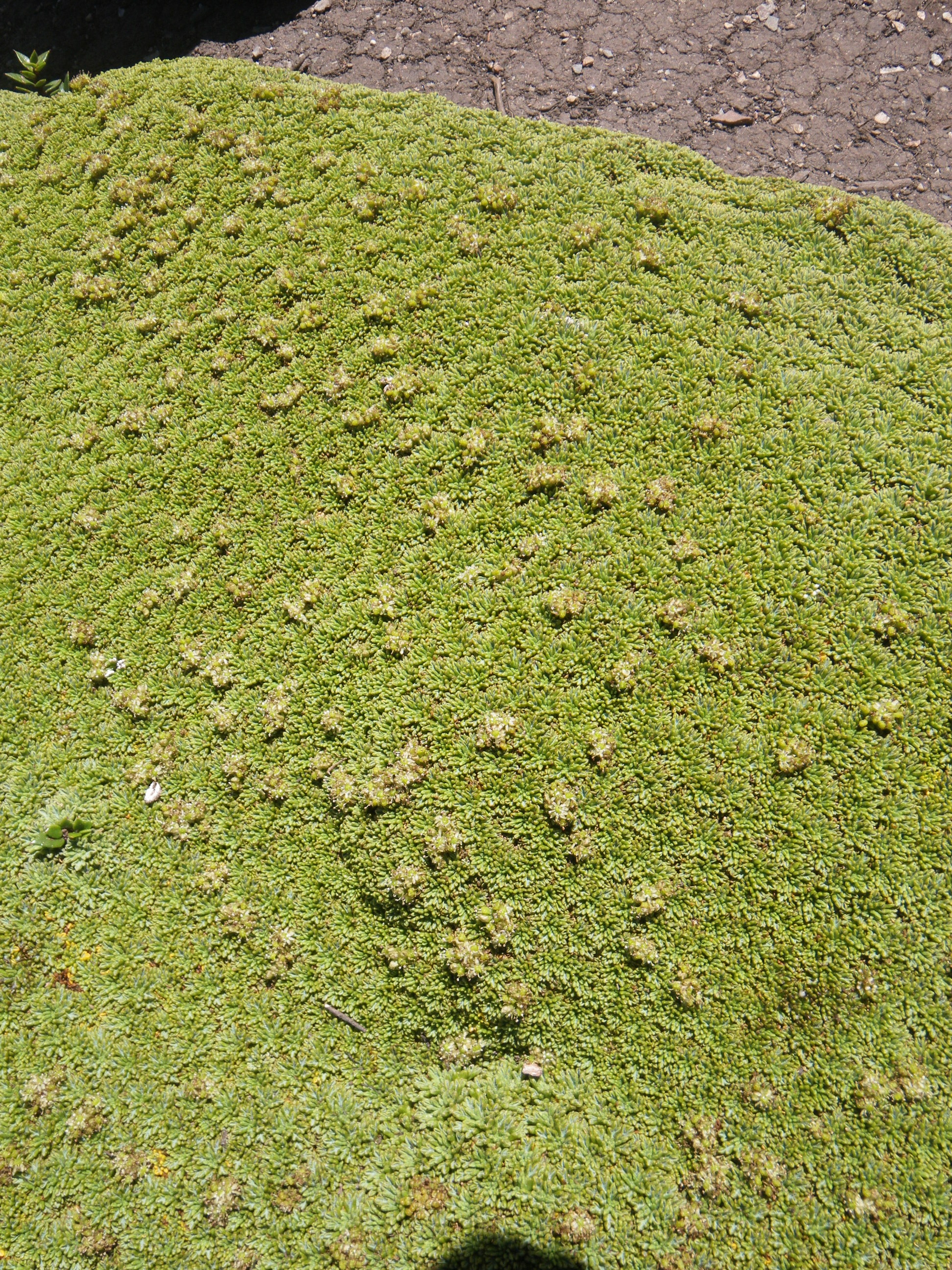
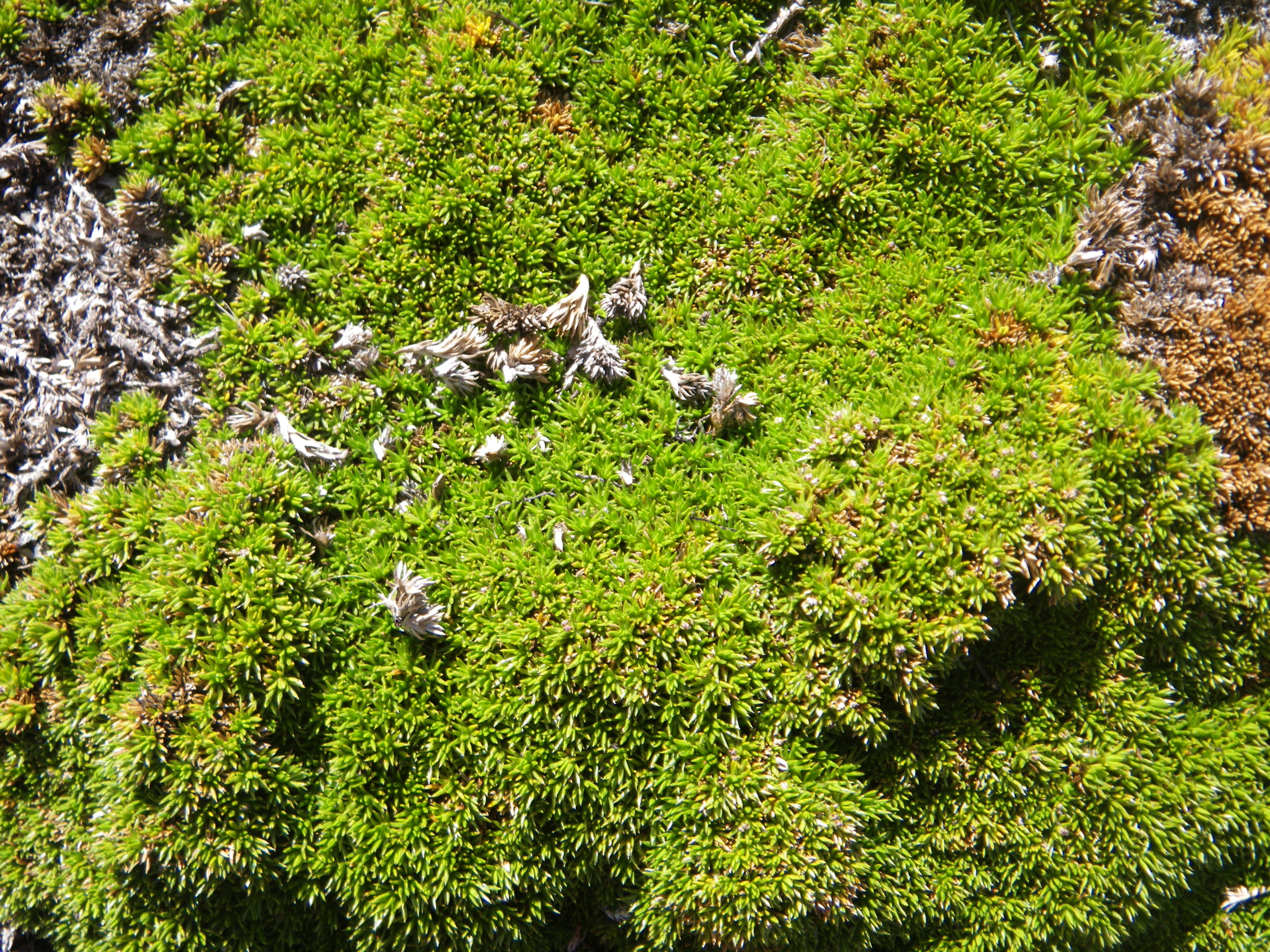